# Hermann Keyserling
Hermann Keyserling (ur. 20 lipca 1880 w Kõnnu, zm. 26 kwietnia 1946 w Innsbrucku) – niemiecki filozof.
Początkowo zgodnie z Chamberlainem uznawał irracjonalny charakter świata i był zwolennikiem pragmatycznej teorii myślenia i prawdy. Do tego okresu należą takie dzieła jak „Unsterblichkeit“ czy „Prolegomena zur Naturphilosophie“. W dalszym rozwoju zwrócił się do problemów filozofii kultury i żądał ożywienia myśli zachodnioeuropejskiej pierwiastkami Wschodu (dzieło „Das Reisetagebuch eines Philosophen“, w którym zajmował się m.in. jogą). W 1919 roku założył „Gesellschaft für freie Philosophie“ czyli „Szkołę mądrości“ w Darmstadzie.
Na filozofię Keyserlinga wpływ miała m.in. teoria Freuda. Poglądy podobne do jego głosili Ludwig Klages i Leopold Ziegler.
Keyserlingiem zafascynowany był Andrzej Bobkowski, który po jego śmierci poświęcił mu szkic zatytułowany "Keyserling". Pisał w nim:

Dziś, gdy nowoczesna sofistyka zaczyna świecić coraz większe triumfy we wszystkich pracach i przejawach myśli ludzkiej, utrata Keyserlinga jest śmiercią kogoś, kogo jedynie można przyrównać do Sokratesa – Sokratesa nowoczesnego świata. Bo może żaden z myślicieli naszych czasów nie potrafił tak znakomicie jak on wydobyć na jaw istoty wszystkich problemów naszego świata, wyczuć dokładniej rzeczywistości i kierunku rozwoju obecnej ludzkości, ostrzegać i – snując swoje rozważania – nie odbiegać od życia, od żywego człowieka.

## Dzieła
- Das Gefüge der Welt. Versuch einer kritischen Philosophie, Monachium, 1906
- Unsterblichkeit. Eine Kritik der Beziehungen zwischen Naturgeschehen und menschlicher Vorstellungswelt, Monachium, 1907
- Prolegomena zur Naturphilosophie, Monachium, 1910
- Schopenhauer als Verbilder, Lipsk, 1910
- Was uns not tut. Was ich will, Darmstadt, 1919
- Das Reisetagebuch eines Philosophen, Darmstadt, 1919
- Philosophie als Kunst, Darmstadt, 1920
- Politik, Wirtschaft, Weisheit, Darmstadt, 1922[6]
- Schöpferische Erkenntnis. Einführung in die Schule der Weisheit, Darmstadt, 1922
- Die neuentstehende Welt, Darmstadt, 1926
- Menschen als Sinnbilder, Darmstadt, 1926
- Wiedergeburt, Darmstadt, 1927
- Das Spektrum Europas, Berlin/Stuttgart, 1928
- America set free, Nowy Jork, 1929
- Südamerikanische Meditationen, Berlin/Stuttgart, 1932
- La Vie Intime. Essais Proximistes, Paryż, 1933
- La Révolution Mondiale et la Responsabilité de l'Esprit, Paryż, 1934
- Sur l'Art de la Vie, Paryż, 1936
- Das Buch vom persönlichen Leben, Berlin/Stuttgart, 1936
- De la Souffrance à la Plénitude, Paryż, 1938
- Betrachtungen der Stille und Besinnlichkeit, Jena, 1941
- Das Buch vom Ursprung, Baden-Baden, 1947
- Reise durch die Zeit
  - Tom 1: Ursprünge und Entfaltungen, Innsbruck, 1948
  - Tom 2: Abenteuer der Seele, Darmstadt, 1958
  - Tom 3: Wandel der Reiche, Innsbruck, 1963
- Kritik des Denkens. Die erkenntniskritischen Grundlagen der Sinnesprobleme, Innsbruck, 1948